# Penny en M.A.R.S.
Penny en M.A.R.S. (título original: Penny on M.A.R.S.) es una serie de Walt Disney Company, una comedia dramática producida en Italia y grabada en inglés. La serie es un spin-off de la exitosa serie italiana Alex & Co. de Disney Channel y está producida por Walt Disney Company Italy en cooperación con Rai 2 y 3Zero2.
Se estrenó en Italia el 7 de mayo de 2018 en Disney Channel. En España se estrena el 6 de mayo de 2019.

## Sinopsis
La serie sigue las aventuras de Penny, una chica con un gran talento y una gran pasión: cantar. Decide apuntarse a la escuela más famosa de artes escénicas, el M.A.R.S (Music Arts Reiner School). Su pasión la animará a luchar por sus sueños junto a su mejor amiga Camilla. Pero pronto la llegada de un chico complicará las cosas.

## Personajes

### Principales
| Personaje               | Actor              | Temporadas | Temporadas | Temporadas | Temporadas |
| Personaje               | Actor              | 1          | 2          | 3          |            |
| ----------------------- | ------------------ | ---------- | ---------- | ---------- | ---------- |
| Penny Mendez            | Olivia-Mai Barrett | Principal  | Principal  | Principal  |            |
| Camilla Young           | Shannon Gaskin     | Principal  | Principal  | Principal  |            |
| Sebastian Storm         | Finlay MacMillan   | Principal  | Principal  | Principal  |            |
| Sofia Hu                | Olivia Chan        | Principal  | Principal  | Principal  |            |
| Nick Weber              | Damien Walsh       | Principal  | Recurrente |            |            |
| Mike Weber              | Damien Walsh       | -          | Principal  |            |            |
| Mike Weber              | Luke Walsh         | Principal  | -          |            |            |
| Aleksandr "Sasha" Lukin | Ryan Dean          | Principal  | Principal  |            |            |
| Lucy Carpenter          | Jessica Alexander  | Principal  | Principal  |            |            |
| Tom Lauder              | Jack Christou      | -          | Principal  |            |            |
| Pete                    | Giacomo Vigo       | -          | Principal  |            |            |

### Recurrentes
| Personaje        | Actor                     | Temporadas | Temporadas | Temporadas |
| Personaje        | Actor                     | 1          | 2          |            |
| ---------------- | ------------------------- | ---------- | ---------- | ---------- |
| Freddy Wolf      | Ben Richards              | Recurrente | Recurrente |            |
| Bakìa            | Merissa Porter            | Recurrente | Recurrente |            |
| Debbie Cornish   | Hanna Hefner              | Recurrente | Recurrente |            |
| Raul Storm       | Joseph Rye                | Recurrente | -          |            |
| Mitch Storm      | Charlie Gardner           | Recurrente | Recurrente |            |
| Bruce Gold       | Michael Rodgers           | Recurrente | Recurrente |            |
| Roberto Piccolo  | William Kenning           | Recurrente | Recurrente |            |
| Sean McDougal    | Alton Terry / Yonv Joseph | Recurrente | Recurrente |            |
| Ella Johnson     | Nathalie Rapti Gomez      | Recurrente | Recurrente |            |
| Tosca Bauer      | Melanie Gray              | Recurrente | Recurrente |            |
| Arianna Rossi    | Arianna Di Claudio        | Invitada   | Invitada   |            |
| Señorita Grady   | Giorgia Massetti          | Invitada   | -          |            |
| Lisa Cunningham  | Katie McGovern            | Invitada   | -          |            |
| Andrew Young     | Douglas Dean              | Invitado   | -          |            |
| Señor Carpenter  | Andrea Scarduzio          | Invitado   | -          |            |
| Señora Carpenter | Cecilia Gragnani          | Invitada   | -          |            |
| Doctor           | Mauro Cipriani            | -          | Invitado   |            |
| Señor Maki       | Yoon Coon Cometti         | -          | Invitado   |            |

## Episodios
| Temporada | Temporada | Episodios | Italia             | Italia              | España              | España              |
| Temporada | Temporada | Episodios | Comienzo           | Final               | Comienzo            | Final               |
| --------- | --------- | --------- | ------------------ | ------------------- | ------------------- | ------------------- |
|           | 1         | 16        | 7 de mayo de 2018  | 25 de mayo de 2018  | 6 de mayo de 2019   | 30 de mayo de 2019  |
|           | 2         | 10        | 8 de abril de 2019 | 19 de abril de 2019 | 10 de junio de 2019 | 25 de junio de 2019 |
|           | 3         | 13        | 3 de julio de 2020 | 3 de julio de 2020  | —                   | —                   |

## Doblaje
| Personaje                                                                   | Actor original       | Actor de doblaje (España)              | Temporadas |
| --------------------------------------------------------------------------- | -------------------- | -------------------------------------- | ---------- |
| Penny Mendez                                                                | Olivia-Mai Barrett   | Gloria Cano                            | 1-         |
| Camilla Young                                                               | Shannon Gaskin       | Cristal Barreyro                       | 1-         |
| Sebastian Storm                                                             | Finlay MacMillan     | David García                           | 1-         |
| Nick Weber                                                                  | Damien Walsh         | Jaume Aguiló                           | 1-         |
| Mike Weber                                                                  | Luke Walsh           | Jordi Navarro                          | 1-         |
| Sofia Hu                                                                    | Olivia Chan          | Melania Pérez                          | 1-         |
| Lucy Carpenter                                                              | Jessica Alexander    | Carla Mercader                         | 1-         |
| Sasha Lukin                                                                 | Ryan Dean            | Marcel Navarro                         | 1-         |
| Bakìa                                                                       | Cristina Mauri       | Merissa Porter                         | 1-         |
| Debbie Cornish                                                              | Hanna Hefner         | Elisa Beuter                           | 1-         |
| Freddy Wolf                                                                 | Ben Richards         | Javier Fernández                       | 1-         |
| Mitch Storm                                                                 | Charlie Gardner      | Alex Messeguer                         | 1-         |
| Raul Storm                                                                  | Joseph Rye           | Carlos Vicente                         | 1-         |
| Bruce Gold                                                                  | José Posada          | Michael Rodgers                        | 1-         |
| Tosca Bauer                                                                 | Melanie Grey         | Graciela Molina                        | 1-         |
| Sean McDougal                                                               | Alton Terry          | Sergio Mesa                            | 1-         |
| Roberto Piccolo                                                             | William Kenning      | Alex Messeguer                         | 1-         |
| Ella Johnson                                                                | Nathalie Rapti Gomez | Maribel Pomar                          | 1-         |
| Créditos técnicos                                                           |                      |                                        |            |
| Estudio de doblaje                                                          | Estudio de doblaje   | SDI MEDIA, Madrid, Barcelona, Santiago | N/A        |
| Director de Doblaje                                                         | Director de Doblaje  | Miryam Guilimany                       | N/A        |
| Traductor                                                                   | Traductor            | Mario Rodríguez                        | N/A        |
| Doblaje al español producido por Disney Character Voices International Inc. |                      |                                        |            |

## Producción
En abril de 2017 se anunció que The Walt Disney Company Italia tenía previsto producir un spin-off para la exitosa serie Alex & Co. en inglés, cuyo rodaje para una primera temporada de 17 capítulos empezaría en otoño de 2017. La razón por la que Penny en M.A.R.S. no se graba en italiano sino en inglés es porque la serie puede venderse mejor a nivel internacional. Los personajes Penny, Camilla, Bakìa y Freddy Wolf de Penny en M.A.R.S. aparecieron en los episodios especiales, los últimos episodios, de Alex & Co. en los que se introdujo el spin-off de la serie. El 29 de junio de 2017, después del último episodio de Alex & Co. se emitió un primer tráiler del spin-off donde se anunció su título.
La primera lectura de guion de la primera temporada fue el 20 de septiembre de 2017. El rodaje para la primera temporada comenzó el 28 de septiembre de 2017 y se espera que termine el 22 de diciembre de 2017. El rodaje tiene lugar en Milán, Italia y sus alrededores. Las escenas en el Music Arts Reiner School (M.A.R.S.) se grabaron en el edificio del departamento de diseño de la sede de Bovisa de la Universidad Politécnica de Milán.